# AKTIP
AKTIP – Konzultační a terapeutický institut Praha byl soukromý institut provozovaný veřejnou obchodní společností Progressive consulting, nabízející služby v oblasti psychosomatické péče. Vedoucím institutu byla psychiatrička Jarmila Klímová Společnost se dostala do povědomí širší veřejnosti díky medializaci dokumentu Obchod se zdravím z cyklu Infiltrace odvysílaného na ČT1 21. 5. 2018. Na začátku roku 2019 oznámila společnost ukončení své činnosti.

## Obchod se zdravím
Dokument České televize odhalil, že firma používá nemorální techniky na úkor nemocných pacientů pro svůj finanční zisk a to šarlatánství, manipulace, podněcování kancerofobie a úzkosti z nemoci. Klientům pracovníci AKTIPu nabízeli vyšetření přístrojovou technikou a homeopatickými přípravky pod slibem jejich účinnosti na různá somatická onemocnění včetně choroby štítné žlázy. Tato instituce navzdory tomu, že zde pracují i lékaři, nebyla oprávněným poskytovatelem zdravotních služeb. Nešlo ani o zdravotnické zařízení.

## Bludný balvan v kategorii družstev 2016
AKTIP je držitelem stříbrného bludného balvanu v kategorii družstev za rok 2016. „Případný klient se zde setká s ryze imaginární péčí v celé řadě oborů. Jeho komplexní problémy mu pomůže odhalit například grafolog, expert na orientální diagnostiku, svůj dílek informací dodá i biorezonance. Pokud vše zklame, nastoupí zázračný přístroj ANESA, známý jako neinvazivní analyzátor krve AMP, za který byl udělen zlatý Bludný balvan za rok 2011 jeho tehdejšímu provozovateli,“ uvedl klub Sisyfos.
Jeho zástupci ve zdůvodnění ocenění zmiňují také tvrzení vedoucí institutu Jarmily Klímové, že lidské tělo je nastaveno na 400 let života. „Kdybychom opravdu žili pouze podle biologických hodin, mohli bychom tu být v klidu 380 až 460 let, protože na tento věk je nastavené naše tělo… A proč tedy žijeme jen 60 nebo 80 let? No protože ten nejdůležitější vliv zvnitřku nás samých, který zásadně ovlivňuje délku a kvalitu života, nepřijímáme,“ soudí Klímová.

## Reakce odborné veřejnosti
Praktiky AKTIPu kritizovala již v roce 2014 Česká onkologická společnost.
Postupy užívané pracovníky AKTIPu kriticky hodnotili lékaři, mj. kardioložka Věra Adámková nebo psychiatr Radkin Honzák, který se dlouhodobě psychosomatickou medicínou zabývá a v oboru publikuje. Za šarlatánské výmysly, podvod a aktivity zaměřené na vytahování peněz z kapes pacientů označil praktiky AKTIPu psycholog Petr Weiss.
Podle prezidenta České lékařské komory Milana Kubka by mohl postavení AKTIPu v budoucnu řešit zákon o léčitelích, který by donutil „všechny takové šarlatánské instituce“ k povinné registraci. „Tato instituce se pouze tváří jako zdravotnické zařízení a to je z mého pohledu podvod,“ uvedl Kubek.
Český klub skeptiků Sisyfos v reakci na mediálně probíranou kauzu AKTIPu vydal článek, ve kterém rozebírá principy některých přístrojů používaných jednotlivými „konzultanty“ AKTIPu. V tomto článku vyslovuje i obavu, že AKTIP není výjimečný případ, ale že jde o poměrně obvyklý jev mezi institucemi, které poskytují služby tzv. alternativní medicíny.

## Další ohlasy v médiích
Religionistický portál Náboženský infoservis komentoval tuto kauzu s poukazem na implicitně náboženský rozměr, víru v používané metody.

## Trestní oznámení
Obecně prospěšná organizace Kverulant.org na svém webu nesouhlasila s tehdejším ministrem zdravotnictví v demisi Adamem Vojtěchem, který k situaci uvedl, že „abychom mohli podat trestní oznámení, potřebujeme mít více podkladů, řekněme důkazů, jak to centrum funguje. A ty teď nemáme.“ Kverulant.org v červnu 2018 trestní oznámení podal. Obvodní ředitelství policie Praha 2 počátkem listopadu 2018 oznámení odložilo s tím, že se nejedná o trestný čin. V listopadu 2018 podal Kverulant.org stížnost proti odložení věci. Státní zástupkyně v prosinci téhož roku oznámila ve vyrozumění o přezkoumání policejního postupu, že „shledala postup policejního orgánu vadným“, a „že ve věci je třeba zahájit úkony trestního řízení dle § 158 odst. 3 tr. řádu, neboť věc byla ukončena předčasně.“ K březnu 2019 vyšetřování stále pokračovalo.

## Konec činnosti
8. května 2019 společnost AKTIP na své Facebookové stránce oznámila ukončení své činnosti. Mimo jiné uvedla, že „na místo něj se tvoří nástupnická platforma Jednotné medicíny ... Takže se vlastně vůbec neloučíme.“